# Gonoessa furcata
Gonoessa furcata är en mångfotingart som beskrevs av Shelley 1984. Gonoessa furcata ingår i släktet Gonoessa och familjen Xystodesmidae. Inga underarter finns listade i Catalogue of Life.